# جعبه نقاشی
«جعبه نقاشی» (به انگلیسی: Paint Box) تک‌آهنگی از پینک فلوید است که در آلبوم یادگاره‌ها منتشر شد.